# Hiéroglyphe égyptien O31

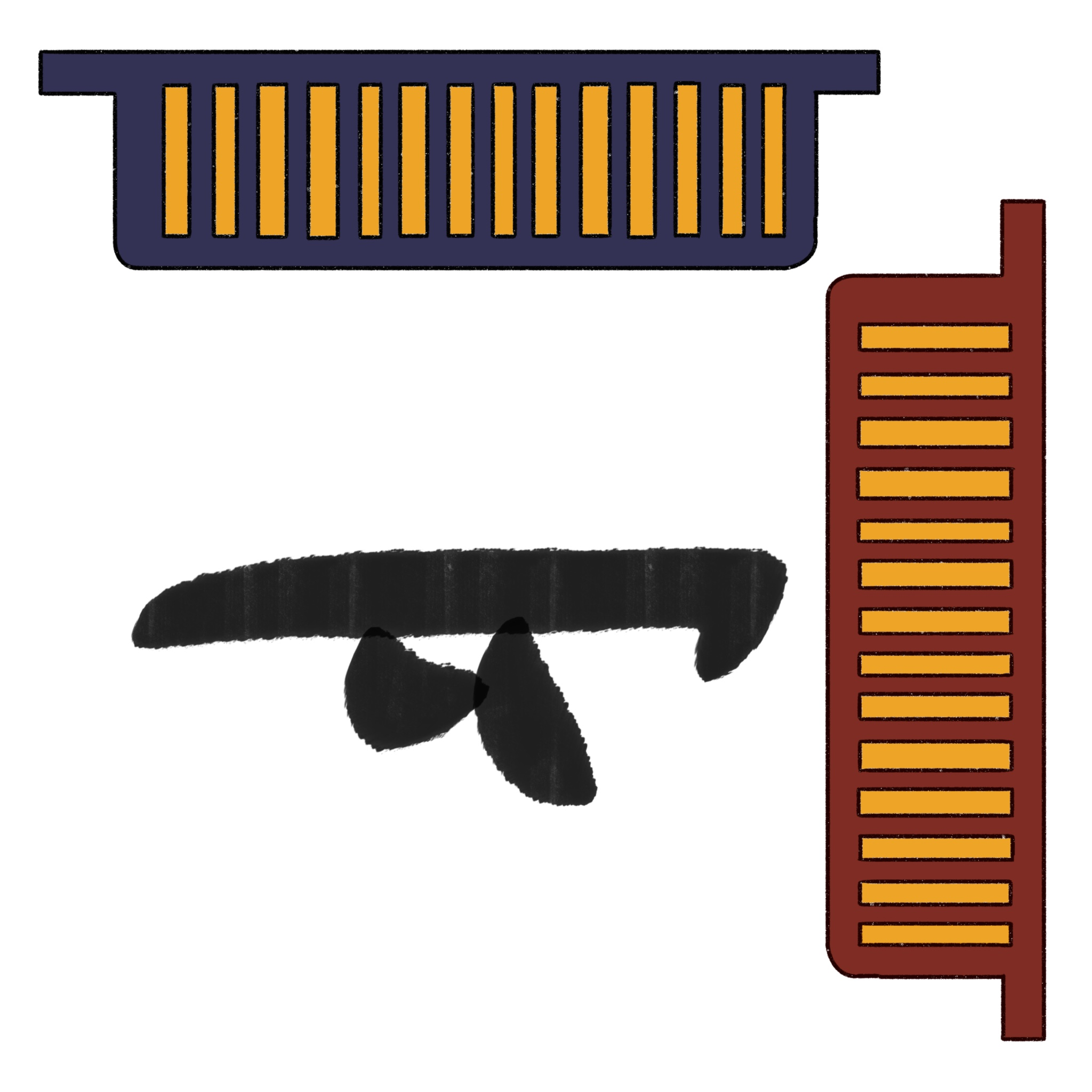
Version hiératique et hiéroglyphique

Le battant de porte, en hiéroglyphes égyptiens, est classifié dans la section O « Bâtiments, parties de bâtiments etc. » de la liste de Gardiner ; il y est noté O31.

## Représentation
Il représente un battant de porte parfois rouge. Originellement vertical , il est fréquemment horizontal pour des raisons graphiques. Il est translittéré ˁȝ.

## Utilisation
| O31 | / | O29 · O31 |

| O31 | / | O29 · O31 |

deux battants) »,
d'où découle sa très rare fonction en tant que phonogramme bilitère de valeur ˁȝ.
C'est un déterminatif du champ lexical de l'action d'ouverture.

## Exemples de mots
| O31 | m | A40 |

| O31 | m | A40 |

| wn · n | O31 · D40 |

| wn · n | O31 · D40 |

| z · n | N37 · O31 |

| z · n | N37 · O31 |